# Washington Open 1976
Il Washington Open 1976, noto anche come Washington Star International per motivi di sponsorizzazione, è stato un torneo di tennis giocato sulla terra verde. È stata l'8ª edizione del torneo e faceva parte del Commercial Union Assurance Grand Prix 1976. Si è giocato a Washington negli Stati Uniti dal 19 al 26 luglio 1976.

## Campioni

### Singolare maschile
Jimmy Connors ha battuto in finale  Raúl Ramírez con il punteggio di 6–2, 6–4.

### Doppio maschile
Brian Gottfried /  Raúl Ramírez hanno battuto in finale  Arthur Ashe /  Jimmy Connors con il punteggio di 6–3, 6–3.